# موانيا (بونتيفيدرا)
بلدية موانيا (بالإسبانية: Moaña) هي بلدية تقع في مقاطعة بونتيفيدرا التابعة لمنطقة غاليسيا شمال غرب إسبانيا.

## الديموغرافيا
يبلغ عدد سكان بلدية موانيا 19.336 نسمة عام 2011 (وفقاً للمعهد الوطني للإحصاء الإسباني).
| 17.687 | 17.751 | 18.079 | 18.415 | 18.587 | 19.014 | 19.336 |

## أعلام
- ماورو غارسيا
- أدريان كروز
- ديليو فرنانديز كروز
- ياغو أسباس
- داني ريفاس